# Gyula Cseszneky
Gyula István hrabia Cseszneky de Milvány et Csesznek (ur. 28 czerwca 1914 w Nagymajor) – węgierski poeta, tłumacz i polityk.
Po zakończeniu II wojny światowej wyjechał z Tomisławem II do Argentyny. Zmarł w Brazylii po 1956.